# Lepthyphantes rudrai
Lepthyphantes rudrai là một loài nhện trong họ Linyphiidae.
Loài này thuộc chi Lepthyphantes. Lepthyphantes rudrai được Benoy Krishna Tikader miêu tả năm 1970.